# Круг Массауы
Круг Массауы (англ. Massawa Circuit) — шоссейная однодневная велогонка, проходившая по территории Эритреи в 2016—2017 годах. 

## История
Гонка была создана в 2016 году и сразу вошла в календарь Африканского тура UCI с категорией 2.1. В 2017 году прошла во второй раз и после этого больше не проводилась.
Оба издания гонки проходили в конце апреля между Фенкил Норд Ред Сиа и Туром Эритреи.
Маршрут гонки был проложен по улицам города Массауы на побережье Красного моря и представлял собой круг протяжённостью около 10 км  который преодолевался более 10 раз. Профиль трассы практически не имел рельефа. Общая протяжённость дистанции составляла около 120 км.
Организатором выступала Национальная федерация велосипедного спорта Эритреи (ENCF).

## Призёры
| Год  | Победитель         | Второй        | Третий        |
| ---- | ------------------ | ------------- | ------------- |
| 2016 | Тесфом Окюбамариам | Йонатан Хайле | Мерон Тешоме  |
| 2017 | Саймон Мьюзи       | Мерон Тешоме  | Мерон Абрахам |